# Хамхинський Великий театр
Хамхинський Великий театр (кор. 함흥대극장) — театр у північнокорейському місті Хамхин. Найбільший театр у КНДР.